# ドイチェ・フースバルマイスターシャフト1913-1914
ドイチェ・フースバルマイスターシャフト 1913-1914 はドイツサッカー協会によって開催された第12回目のクラブチーム全国大会である。SpVggフュルトが初優勝し、1回目のドイチャー・フースバルマイスターの座に就いた。

## 概要
VfBライプツィヒは6回目の決勝進出だが、フュルトの属する南部ドイツサッカー協会は今回で通算8回目。南部はドイツサッカーの中心地となりつつあり、第一次大戦後はさらにその地位を上げていくこととなる。しかし1914年8月から、その第一次世界大戦のために全国的スポーツ大会は中断された。ドイチェ・マイスターシャフトが再開されるのは、1919－1920シーズンからである。

## 出場クラブ
本大会出場クラブは、地方協会王者7クラブと前回ドイツ王者、計8クラブである。ここまで首都ベルリン、北部のキール、中部のライプツィヒ、南西部のフライブルクとカールスルーエがドイツ王者を輩出してきたが、この第一次大戦前最後の大会におけるSpVggフュルトの初優勝を境に、南部のニュルンベルク・フュルト地域が新たに台頭していくことになる。
| クラブ                                   | 出場資格                                                          |
| SVプルシア＝ザムラント・ケーニヒスベルク | バルティッシェ・フースバルマイスターシャフト1913-1914優勝         |
| FCアスカニア・フォアスト                 | ズュートオストドイチェ・フースバルマイスターシャフト1913-1914優勝 |
| ベルリナーBC                             | ベルリナー・フースバルマイスターシャフト1913-1914優勝             |
| SpVgg1899ライプツィヒ=リンデナオ         | ミッテルドイチェ・フースバルマイスターシャフト1913-1914優勝       |
| VfBライプツィヒ                          | 前回王者                                                          |
| アルトナーFC93                           | ノルトドイチェ・フースバルマイスターシャフト1913-1914優勝         |
| デュイスブルガーSpV                      | ヴェストドイチェ・フースバルマイスターシャフト1913-1914優勝       |
| SpVggフュルト                            | ズュートドイチェ・フースバルマイスターシャフト1913-1914優勝       |

## 準々決勝
開催日： 1914年5月3日:

会場：ヴァルター=ジモン=プラッツ (ケーニヒスベルク)、ヴァッカーシュタディオン・デブラホーフ (ライプツィヒ)、Preussen-Platz an der Kaiserstraße (ベルリン=マリエンドルフ)、Sportplatz an der Meisenburgstraße (エッセン)
| チーム #1                | スコア  | チーム #2                                |
| ------------------------ | ------- | ---------------------------------------- |
| ベルリナーBC             | 4–0     | FCアスカニア・フォアスト                 |
| デュイスブルガーSpV      | 4–1 aet | アルトナーFC93                           |
| SpVggフュルト            | 2–1     |                                          |
| VfBライプツィヒ (1893年) | 4–1     | SVプルシア＝ザムラント・ケーニヒスベルク |

ドイツ王座防衛者VfBライプツィヒは、北東部王者プルシア＝ザムラント・ケーニヒスベルクを4－1で下した。意外にも格下のケーニヒスベルクに25分マックス・ヴィルトの得点で先制を許したが、前半終了直前パウル・ペンプナーが同点ゴール。後半エドゥアルト・ペンドルフの逆転弾、アーデルベルト・フリードリヒの追加点で3－1とすると、最後は81分のペンプナーの自身二点目で締めくくった。
中部王者SpVggライプツィヒは初出場の南部王者SpVggフュルトに1－2で敗れた。ライプツィヒは36分にゲアハルト・シュルツが先制点を決めるが、フュルトは52分にドイツ系ハンガリー人選手フリゲシュ・ヴェイツ/フリッツ・ヴァイスが同点とし、83分カール・フランツが逆転の決勝ゴールを挙げた。
ブランデンブルク王者ベルリナーBCは、4－0で南東部王者アスカニア・フォルストに圧勝。前半25分からHTまでの間にエーリヒ・アルント、ヴィリ・ヘープラー、プロイスが得点し3－0とリードし、後半にはアルントが自身二点目をマークした。また、ベルリナーBCの主将を務めたのは、後に国際審判員として有名になるアルフレート・ビーアレムだった。
西部王者デュイスブルガーSpVは、延長戦の末に北部王者アルトナーFCを4－1で破った。スコアレスの前半を経て48分にアルトナーのハインツ・シッポライトに先制点を決められるが、73分ヴァルター・フィッシャーのPKで同点に追いつき、1－1のまま延長戦へ。93分にフィッシャーがまた決めて逆転すると、さらに97分アントン・ボンガルツ、106分マティアス・ブレートゲンと加点した。

## 準決勝
開催日： 1914年5月17日:

会場：シュポルトプラッツ・ロンホーフ (フュルト)、シュポルトパルク・コンネヴィッツ (ライプツィヒ)
| チーム #1                | スコア  | チーム #2           |
| ------------------------ | ------- | ------------------- |
| SpVggフュルト            | 4–3 aet | ベルリナーBC        |
| VfBライプツィヒ (1893年) | 1–0     | デュイスブルガーSpV |

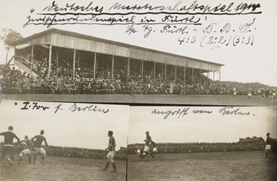
準決勝SpVggフュルト-ベルリナーBC戦の写真。

ベルリナーBCは、開始わずか10分でDFパウル・ヴィーゼナーが膝を怪我して負傷退場し、数的不利となるが、それでも43分からプロイスの二得点で2－0と先行した。対するフュルトは、二失点目からわずか一分後にフリゲシュ・ヴェイツが一点を返し、後半に入って62分再びヴェイシュが決めて2－2の同点に追いついた。その後スコアは動かず延長戦へ。103分にフュルトのカール・フランツが逆転ゴールを決めるが、119分にはベルリナーBCのプロイスがハットトリックを達成し、3－3の同点に。最後はカール・フランツが146分にこの日自身二点目となる決勝ゴール、激戦にピリオドを打った。
対照的にもうひとつの準決勝戦はロースコアの接戦となり、VfBライプツィヒが41分のヨハネス・フェルカースの決勝点でデュイスブルガーSpVを振り切った。

## 決勝
| SpVggフュルト                         | 3 – 2 (延長) | VfBライプツィヒ (1893年)       |
| ------------------------------------- | ------------ | ------------------------------ |
| フランツ 17分, 153分 · ヴェイツ 104分 | レポート     | ペンドーフ 83分 · ヘッセ 108分 |

| SpVggフュルト          |  |                            |       |
|                        |  |                            |       |
|                        |  | ヘアマン・ポレンスキ       |       |
|                        |  | ゼバスティアン・ザイデル   |       |
|                        |  | ハンス・シュミット         | 138分 |
|                        |  | エーリヒ・リーベ           |       |
|                        |  | ユリウス・ヒアシュ         |       |
|                        |  | カール・ブアガー           |       |
|                        |  | ゲオーク・ヴェルヘーファー |       |
|                        |  | フリゲシュ・ヴェイツ       |       |
|                        |  | ハンス・ヤーコプ           |       |
|                        |  | カール・フランツ           |       |
|                        |  | ゲオーク・ヴンダーリヒ     |       |
| 監督                   |  |                            |       |
| ウィリアム・タウンリー |  |                            |       |

| VfBライプツィヒ |  |                              |  |
|                 |  |                              |  |
|                 |  | ヨハネス・シュナイダー       |  |
|                 |  | アルフレート・ヘアマン       |  |
|                 |  | ヴィリー・フェルカー         |  |
|                 |  | エドゥアート・ペンドーフ     |  |
|                 |  | パウル・ミヒェル             |  |
|                 |  | クアト・ヘッセ               |  |
|                 |  | ゲオーク・リヒター           |  |
|                 |  | パウル・ペンプナー           |  |
|                 |  | アーダルバート・フリードリヒ |  |
|                 |  | ハンス・ドルゲ               |  |
|                 |  | ヨハネス・フェルカース       |  |
| 監督            |  |                              |  |
|                 |  |                              |  |

|  |  |

ドイチャーマイスターのVfBライプツィヒは、第一次世界大戦前の12大会中6回目の決勝進出を果たした。先制したのはチャレンジャーのSpVggフュルト、前半17分にカール・フランツが決めて1-0リードでHTに入る。さらにライプツィヒは前半42分にパウル・ミヒェルが負傷退場して数的不利となるが、それでも後半に入り83分にエドゥアルト・ペンドルフが同点ゴールを決め、1－1のまま試合は延長戦に突入した。ルール上、ゴールデンゴールが決まるか主審が打ち切るまで、延々と試合は続く。
104分フュルトはフリゲシュ・ヴェイツが勝ち越し点を決めるが、ライプツィヒも四分後クルト・ヘッセのゴールで再度追いつく。138分フュルトはハンス・シュミットが退場して10人対10人となるが、153分にカール・フランツが準決勝に続く決勝ゴールを叩き込んで、3-2で優勝した。既にカールスルーアーFVで1910年に優勝を経験している、イングランド人監督ウィリアム・タウンリーとユリウス・ヒルシュにとっては、二度目のドイチェ・マイスターシャフト制覇である。

## SpVggフュルトのマイスターマンシャフト

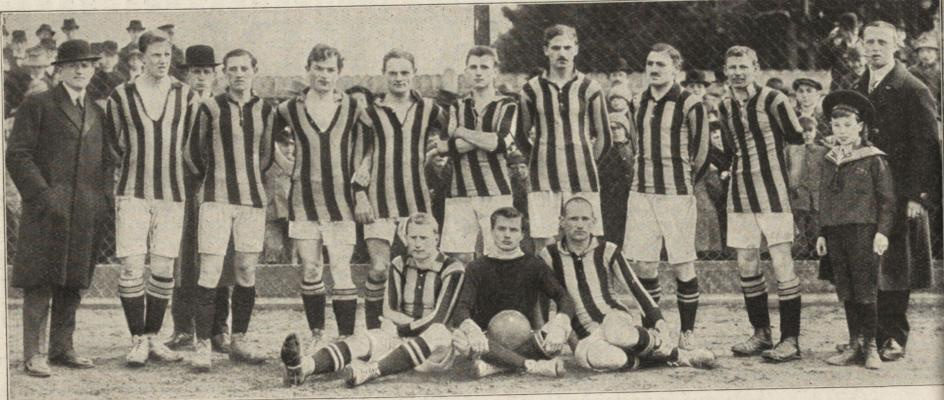
SpVggフュルトの監督親子と選手達 (1913年6月7日)。
後列左から：カール・ブルガー, フリッツ・ラング, カール・フランツ, オットー・ミュッツェ, ハインリヒ・イーゼンマン, ゲオルク・ヴンダーリッヒ, アドルフ・リーベ, ユリウス・ヒルシュ, ハンス・シュミット, ウィリアム・タウンリー監督と息子のジミー・タウンリー。
前列左から：フリゲシュ・ヴェイツ, ミヒャエル・パハトナー, ゲオルク・ヴェルヘーファー

| SpVggフュルト | |
|               | - GK: ヘアマン・ポレンスキ (2試合/-得点), ヘアマン・パハター (1/-) - DF: カール・ブアガー (c) (3/-), オットー・ミュッツェ (2/-), ゲオーク・ヴェルヘーファー (3/-) - MF: アドルフ・リーベ (3/-), ハンス・シュミット (3/-), ゼバスティアン・ザイデル (3/-) - FW: カール・フランツ (3/5), ユリウス・ヒアシュ (3/-), ハンス・ヤーコプ (1/-), フリゲシュ・ヴェイツ (3/4), ゲオーク・ヴンダーリヒ (3/-) - 監督: ウィリアム・タウンリー (3) |

## 得点ランキング
| 選手 | 選手                                        | クラブ                                   | 出場数 | 得点数 |
| ---- | ------------------------------------------- | ---------------------------------------- | ------ | ------ |
| 1.   | カール・フランツ                            | SpVggフュルト                            | 3      | 5      |
| 2.   | プロイス                                    | ベルリナーBC                             | 2      | 4      |
| 3.   | フリーゲシュ・ヴェイツ (フリッツ・ヴァイス) | SpVggフュルト                            | 3      | 4      |
| 4.   | エーリヒ・アーント                          | ベルリナーBC                             | 2      | 2      |
| 4.   | ヴァルター・フィッシャー                    | デュイスブルガーSpV                      | 2      | 2      |
| 6.   | エドゥアート・ペンドアフ                    | VfBライプツィヒ                          | 3      | 2      |
| 6.   | パウル・ポンプナー                          | VfBライプツィヒ                          | 3      | 2      |
| 8.   | ハインツ・シッポライト                      | アルトナーFC93                           | 1      | 1      |
| 8.   | ゲアハート・シュルツ                        | SpVgg1899ライプツィヒ                    | 1      | 1      |
| 8.   | マックス・ヴィアト                          | SVプルシア＝ザムラント・ケーニヒスベルク | 1      | 1      |
| 11.  | マティアス・ブレートゲン                    | デュイスブルガーSpV                      | 2      | 1      |
| 11.  | アントン・ボンガーツ                        | デュイスブルガーSpV                      | 2      | 1      |
| 11.  | ヴィリ・ヘープラー                          | ベルリナーBC                             | 2      | 1      |
| 14.  | アーデルバート・フリードリヒ                | VfBライプツィヒ                          | 3      | 1      |
| 14.  | クーアト・ヘッセ                            | VfBライプツィヒ                          | 3      | 1      |
| 14.  | ヨハネス・フェルカース                      | VfBライプツィヒ                          | 3      | 1      |